# Česká pojišťovna Cup 2003
Hokejový turnaj byl odehrán od 4.9.2003 – do 7.9.2003 v Pardubicích, Utkání Finsko – Švédsko bylo hráno v Helsinkách.

## Výsledky a tabulka
|    |         | FIN    | SWE     | RUS    | CZE    | V | VP | PP | P | Skóre | B |
| 1. | Finsko  | Finsko | 3:2     | 3:6    | 3:1    | 2 | 0  | 0  | 1 | 9:9   | 6 |
| 2. | Švédsko | 2:3    | Švédsko | 1:0    | 2:1 SN | 1 | 1  | 0  | 1 | 5:4   | 5 |
| 3. | Rusko   | 6:3    | 0:1     | Rusko  | 1:2 SN | 1 | 0  | 1  | 1 | 7:6   | 4 |
| 4. | Česko   | 1:3    | 1:2 SN  | 2:1 SN | Česko  | 0 | 1  | 1  | 1 | 4:6   | 3 |

| Tým 1   | Výsledek                 | Tým 2   | Zpráva |
| ------- | ------------------------ | ------- | ------ |
| Česko   | 2:1 SN (1:0,0:0,0:1,0:0) | Rusko   | Zpráva |
| Finsko  | 3:2 (2:0,0:1,1:1)        | Švédsko | Zpráva |
| Švédsko | 1:0 (0:0,1:0,0:0)        | Rusko   | Zpráva |
| Finsko  | 3:1 (2:0,0:0,1:1)        | Česko   | Zpráva |
| Finsko  | 3:6 (1:4,2:1,0:1)        | Rusko   | Zpráva |
| Česko   | 1:2 SN (0:1,1:0,0:0)     | Švédsko | Zpráva |